# مطار ساماريندا الدولي
مطار ساما ريندا الدولي (إياتا: AAP، إيكاو: WALS) المطار الدولي الرئيسي في ساماريندا (اختصار: BSB). يطلق عليه أيضا مطار Sungai Siring نسبة إلى مديرية Sungai Siring التي يقع عليها المطار. افتتح المطار ليكون مركزا لنقل الركاب ومناولة البضائع في كاليمانتان. يعتبر المطار مركز العمليات الرئيسي لخطوط طيران Kaltim Airlines.
بدأ المطار التشغيل التجاري في 24 مايو 2018، ليحل محل مطار تيميندونغ. تشغل المطار UPBU APT Pranoto Samarinda، تحت إشراف وزارة النقل. خططت وزارة النقل الإندونيسية في عام 2022 لبيع حصة المطار جزئيًا إلى شركة أجنبية وشركة أسترا انترناشيونال.

## شركات الطيران والوجهات
| شركـات طيـران    | الوجهات |
| ---------------- | --- |
| Batik Air        | مطار نغوراه راي الدولي، مطار حليم بيردانكوسوما الدولي، مطار سوكارنو هاتا الدولي، Makassar، Yogyakarta–International |
| سيتي لينك        | مطار سوكارنو هاتا الدولي، مطار جواندا الدولي                                                                        |
| غارودا إندونيسيا | Banjarmasin، مطار سوكارنو هاتا الدولي                                                                               |
| ليون إير         | مطار جواندا الدولي                                                                                                  |
| NAM Air          | Banjarmasin، مطار سوكارنو هاتا الدولي، Melak، مطار جواندا الدولي، Tarakan                                           |
| Super Air Jet    | مطار جواندا الدولي، Yogyakarta–International                                                                        |
| Susi Air         | Kongbeng، Long Apung ‏، Long Pahangai ‏                                                                               |
| Wings Air        | Berau |

## وصلات خارجية
- مطار ساما ريندا الدولي نسخة محفوظة 20 فبراير 2014 على موقع واي باك مشين.